# العلاقات الدومينيكية الكندية
العلاقات الدومينيكية الكندية هي العلاقات الثنائية التي تجمع بين دومينيكا وكندا.

## مقارنة بين البلدين
هذه مقارنة عامة ومرجعية للدولتين:
| وجه المقارنة                                              | دومينيكا              | كندا                     |
| --------------------------------------------------------- | --------------------- | ------------------------ |
| المساحة (كم2)                                             | 751                   | 9.98 مليون               |
| عدد السكان (نسمة)                                         | 73.92 ألف             | 35.70 مليون              |
| الكثافة السكانية (ن./كم²)                                 | 9.84 ألف              | 3.58                     |
| العاصمة                                                   | روسو                  | أوتاوا                   |
| اللغة الرسمية                                             | لغة إنجليزية          | لغة إنجليزية، لغة فرنسية |
| العملة                                                    | دولار شرق الكاريبي    | دولار كندي               |
| الناتج المحلي الإجمالي (بليون دولار)                      | 562.54 مليون          | 1.65 تريليون             |
| الناتج المحلي الإجمالي (تعادل القوة الشرائية) بليون دولار | 789.63 مليون          | 1.59 تريليون             |
| الناتج المحلي الإجمالي الاسمي للفرد دولار أمريكي          | 7.12 ألف              | 43.25 ألف                |
| الناتج المحلي الإجمالي للفرد دولار أمريكي                 | 10.88 ألف             | 45.07 ألف                |
| مؤشر التنمية البشرية                                      | 0.724                 | 0.913                    |
| رمز المكالمات الدولي                                      | +1767                 | +1                       |
| رمز الإنترنت                                              | .dm                   | .ca                      |
| المنطقة الزمنية                                           | 00، توقيت أطلنطي موحد |                          |

## منظمات دولية مشتركة
يشترك البلدان في عضوية مجموعة من المنظمات الدولية، منها:
| علم المنظمة | اسم المنظمة                        | تاريخ انضمام دومينيكا | تاريخ انضمام كندا |
| ----------- | ---------------------------------- | --------------------- | ----------------- |
|             | مؤسسة التنمية الدولية              | 29 سبتمبر 1980        | 24 سبتمبر 1960    |
|             | الأمم المتحدة                      | 18 ديسمبر 1978        | 9 نوفمبر 1945     |
|             | منظمة التجارة العالمية             | ?                     | ?                 |
|             | منظمة الشرطة الجنائية الدولية      | ?                     | ?                 |
|             | دول الكومنولث                      | ?                     | ?                 |
|             | الاتحاد الدولي للاتصالات           | 28 أكتوبر 1996        | 1 يوليو 1908      |
|             | البنك الدولي للإنشاء والتعمير      | 29 سبتمبر 1980        | 27 ديسمبر 1945    |
|             | الاتحاد البريدي العالمي            | ?                     | ?                 |
|             | منظمة حظر الأسلحة الكيميائية       | ?                     | ?                 |
|             | مؤسسة التمويل الدولية              | 29 سبتمبر 1980        | 20 يوليو 1956     |
|             | وكالة ضمان الاستثمار متعدد الأطراف | 7 أكتوبر 1991         | 12 أبريل 1988     |
|             | بنك التنمية الكاريبي ‏              | ?                     | ?                 |
|             | يونسكو                             | 9 يناير 1979          | 4 نوفمبر 1946     |

## وصلات خارجية
- موقع وزارة الخارجية الكندية